# Staraya derevnya
Staraya derevnya — экспериментальный коллектив, существующий с 1994 года, названный в честь исторического района Санкт-Петербурга.

## Отзывы
Польский музыкант и журналист Ремигиуш Мазур-Ханай заметил, что «многослойные, психоделические композиции группы напоминают движущиеся изображения, нежели песни». Журнал NARC описывает выступление коллектива на фестивале Tusk 2007 как «сыгранное в полной темноте, чтобы сфокусировать внимание аудитории на проецируемые анимированные картины, импровизированные вместе с музыкой».

## Дискография
Студийные альбомы
- Garden window escape (2025), Ramble records, Auris Media records[7]
- Boulder blues (2022), Ramble records[8]
- Inwards opened the floor. (2020), Raash records[9][10]
- Still life with apples, Коллаборация с Hans Grusel's Krankenkabinet (2020), Steep Gloss[11]
- Kadita sessions (2016)[12][13]
- From inside the log (2010)[14]
- «Экспедиция» (1999, ремастеринг 2009)

Концертные альбомы
- Blue forty-nine (2023), Blue tapes[15]
- Oto / Tusk (2020), TQN-aut[16]
- Live at Cafe Oto 13.10.17 (2018), OTORoku[17][18]

Сборники
- Forgot what was important (2022), Ramble records
- A view from a hill (2017), Linear Obsessional Recordings
- Utterances (2016), Linear Obsessional Recordings[19]
- Gnashing of the teeth of time (2013), Weakie Disks[20]
- «Сеть-5 Альмагест» (2001), Бомба-Питер[21]

Синглы
- I’m thicket (2008)
- Onelegged (2007)